# 張試
張試（1536年—？），字式言，浙江紹興府蕭山縣人，匠籍，明朝政治人物。

## 生平
隆慶元年（1567年）丁卯科浙江鄉試第二十四名舉人。隆慶二年（1568年）聯捷戊辰科三甲第二百五十六名進士。授休寧縣知縣，升工部主事，创建瓜、儀等關，改判辰州府，招撫天柱諸苗，開設縣治，升刑部郎中。神宗時，上疏极諫，语侵貂璫，出为撫州府知府，建崇儒書院，下教墾七里桃花等陂，计万余畝，卒于任。

## 家族
曾祖張珏，援例冠帶；祖父張幹山，指揮使；父張廷柱，典儀。母高氏。具庆下。伯兄張誼，登嘉靖癸丑进士。幼弟张谅，乡貢士。越守劉庚匾曰：同胞三俊。第四子張訓懌，字美仲，號蘧庵。